# 모전초등학교 (부산)
모전초등학교는 대한민국 부산광역시 기장군에 있는 공립 초등학교이다.

## 학교 연혁
- 2012년 7월: 모전초등학교 설립 인가(2일)

```
초등 36학급, 유치원 3학급
2013년 3월: 모전초등학교 개교, 초대 이화봉 교장 취임. (정관초등학교 학급 축소)
2013년 8월: 29학급 편성
2014년 2월: 제 1 회 졸업식
초등 83명, 유치원 28명
2014년 3월: 21학급 편성, 유치원 3학급 편성
2014년 9월: 27학급 편성, 유치원 3학급 편성
2015년 2월: 제 2 회 졸업식
2015년 3월: 36학급 편성
2015년 9월: 스포츠클럽대회 탁구(시대회 남자부 단체전 우승), 프리테니스(시대회 남자부 단체전, 혼성부 단체전 우승)
2016년 2월: 제 3 회 졸업식
초등 120명
유치원 27명
졸업생누계 298명, 유치원 83명
2016년 3월: 36학급 편성(학생수 1,158명) 유치원3학급
```

2017년 2월 제4회 졸업식
2017년 3월 51학급 편성 제2대 김근혜교장 취임
유치원 3학급(학생수 72명)

## 참고 자료
- 모전초등학교 - 한국교육학술정보원 학교알리미